# Holmasjön (Vislanda socken, Småland)
Holmasjön är en sjö i Alvesta kommun och Ljungby kommun i Småland och ingår i Helge ås huvudavrinningsområde. Sjön har en area på 0,117 kvadratkilometer och ligger 158,9 meter över havet.

## Delavrinningsområde
Holmasjön ingår i det delavrinningsområde (629536-140803) som SMHI kallar för Mynnar i Östersjön. Medelhöjden är 165 meter över havet och ytan är 29,79 kvadratkilometer. Det finns ett avrinningsområde uppströms, och räknas det in blir den ackumulerade arean 56,59 kvadratkilometer. Vattendraget som avvattnar avrinningsområdet har biflödesordning 3, vilket innebär att vattnet flödar genom totalt 3 vattendrag innan det når havet efter 160 kilometer. Avrinningsområdet består mestadels av skog (75 procent). Avrinningsområdet har 0,49 kvadratkilometer vattenytor vilket ger det en sjöprocent på 1,6 procent.